# AllMovie
AllMovie – baza metadanych o tematyce filmowej, część All Media Guide.

## Zawartość
AllMovie, podobnie jak AllMusic, tworzy profesjonalny zespół redaktorów i pisarzy. Codziennie do bazy danych dodawane są nowe filmy, a z serwisu korzystają takie firmy jak iTunes, Yahoo!, AOL czy Amazon.com